# Natalia Dyer
Pour les articles homonymes, voir Dyer.
Natalia Danielle Dyer [nə'tæljə ˈdaɪɚ], née le 13 janvier 1995 à Nashville, est une actrice américaine.

## Biographie
Depuis juillet 2016, elle joue dans la série Stranger Things, dans laquelle elle incarne le personnage de Nancy Wheeler, diffusée sur Netflix.

## Vie privée
Depuis juillet 2017, elle est en couple avec l'acteur Charlie Heaton, qui incarne Jonathan Byers sur le tournage de Stranger Things.

## Filmographie

### Cinéma

#### Longs métrages
- 2009 : Hannah Montana - Le film de Peter Chelsom : Clarissa Granger
- 2011 : The Greening of Whitney Brown (en) de Peter Skillman Odiorne : Lily
- 2012 : Blue Like Jazz (en) de Steve Taylor : Gracea
- 2013 : Don't Let Me Go de Giorgio Serafini : Banshee
- 2014 : I Believe in Unicorns (en) de Leah Meyerhoff (en) : Davina
- 2016 : Long Nights Shorts Mornings de Chadd Harbold (en) : Marie
- 2016 : Don't Let Me Go de Giorgio Serafini : Banshee
- 2018 : Moutain Rest de Alex O Eaton : Clara
- 2018 : Velvet Buzzsaw de Dan Gilroy : Coco
- 2019 : After Darkness (en) de Batán Silva : Clara Beaty
- 2019 : Yes, God, Yes (en) de Karen Maine (en) : Alice
- 2019 : The Nearest Human Being de Marco Coppola : Monique
- 2019 : Tuscaloosa de Philip Harder (en) : Virgina
- 2021 : Dans les angles morts (Things Heard & Seen) de Shari Springer Berman et Robert Pulcini : Willis
- 2023 : All Fun and Games d'Ari Costa et Eren Celeboglu : Billie Fletcher

#### Courts métrages
- 2010 : Too Sunny for Santa de Erica Tachoir : Janie
- 2014 : The City at Night de Cory Santilli : Adeline
- 2015 : Till Dark de Quinn Shephard : Lucy
- 2017 : Yes, God, Yes (en) de Karen Maine (en) : Alice
- 2018 : After Her de Aly Migliori : Hailey

### Télévision

#### Série télévisée
- depuis 2016 : Stranger Things : Nancy Wheeler

### Clip
2018: Wild Love (chanson de James Bay)

### Jeu vidéo
- 2016 : Dead By Daylight : Nancy Wheeler

## Distinctions

### Récompenses
- 23e cérémonie des Screen Actors Guild Awards 2017 : Meilleure distribution pour une série dramatique pour Stranger Things (2016-) partagé avec Millie Bobby Brown, Cara Buono, Joe Chrest, Gaten Matarazzo, Charlie Heaton, Joe Keery, David Harbour, Caleb McLaughlin, Matthew Modine, Rob Morgan, John Paul Reynolds, Winona Ryder, Noah Schnapp, Mark Steger et Finn Wolfhard.
- 2017 : Young Entertainer Awards de la meilleure jeune distribution dans une série télévisée dramatique pour Stranger Things (2016-) partagée avec Millie Bobby Brown, Gaten Matarazzo,  Caleb McLaughlin, Noah Schnapp et Finn Wolfhard.

### Nominations
- 24e cérémonie des Screen Actors Guild Awards 2018 : Meilleure distribution pour une série dramatique pour Stranger Things (2016-) partagé avec Sean Astin, Millie Bobby Brown, Cara Buono, Joe Chrest, Catherine Curtin, Gaten Matarazzo, Charlie Heaton, Joe Keery, David Harbour, Caleb McLaughlin, Dacre Montgomery, Paul Reiser, Winona Ryder, Noah Schnapp, Sadie Sink et Finn Wolfhard.
- 26e cérémonie des Screen Actors Guild Awards 2020 : Meilleure distribution pour une série dramatique pour Stranger Things (2016-) partagé avec Millie Bobby Brown, Cara Buono, Jake Busey, Gaten Matarazzo, Cary Elwes, Priah Ferguson, Brett Gelman, Maya Hawke, Charlie Heaton, Andrey Ivchenko, Joe Keery, David Harbour, Caleb McLaughlin, Dacre Montgomery, Michael Park, Francesca Reale, Winona Ryder, Noah Schnapp, Sadie Sink et Finn Wolfhard.

## Voix francophones
En version française, Natalia Dyer est régulièrement doublée par Alexia Papineschi. C'est le cas notamment dans Stranger Things, Dans les angles morts et Based on a True Story.
À titre exceptionnel, elle est doublée par Leslie Lipkins dans Velvet Buzzsaw et Mathilde Eloy dans Yes, God, Yes (en).